# Josip Mandić

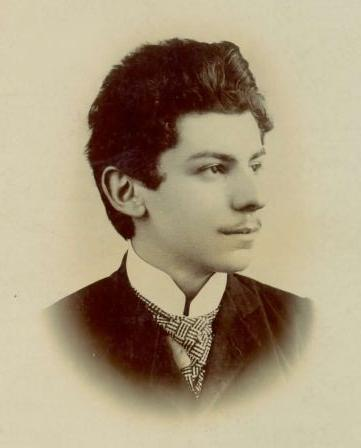
Josip Mandić, Aufnahme ca. 1890–1900

Josip Mandić [ˈjɔsip ˈmanditɕ] (* 4. April 1883 in Triest, Österreich-Ungarn; † 5. Oktober 1959 in Prag) war ein kroatischer Komponist.

## Leben
Mandić wurde in Triest als Kind einer aus Kastav im Nordosten Istriens stammenden Familie geboren. Sein Onkel Matko Mandić war  Redakteur der bedeutendsten kroatischen Zeitung in Triest, Naša sloga, sein Bruder Ante Mandić wurde Politiker und war später Mitglied der Regentschaft Jugoslawiens.
Während seiner Gymnasialzeit in Zagreb erhielt Mandić Musikunterricht bei Franjo Vilhar Kalski. Damals schrieb er im Alter von 14 Jahren seine erste Komposition, die »Kroatische Messe« (»Hrvatska misa«) für gemischten Chor, die sehr bald von der Dionička tiskara und danach auch vom Leipziger Verlag »Engelmann & Mühlberg« gedruckt wurde.
Nach der Übersiedlung nach Wien schrieb Mandić 1903 seine erste Oper »Petar Svačić«. Teile dieser Oper führten im selben Jahre die Angehörigen der Musikgruppe der Gesellschaft Dalmatinski skup im Triestiner Theater Rosetti als Konzert auf. Die Uraufführung der Oper fand am 12. Januar 1904 in Ljubljana im Slowenischen Nationaltheater statt.
In Wien schrieb sich Mandić am Konservatorium ein, wo Robert Fuchs und Hermann Graedener seine Lehrer waren. Zu dieser Zeit komponierte er auch die Kantate »Slaven i pjesma« für gemischten Chor und Orchester (1902), die in Triest uraufgeführt wurde, und die Suite für Orchester »Čemulpo« (1905), die in Ljubljana uraufgeführt wurde. Danach beendete er zunächst seine Tätigkeit als Komponist und widmete sich der Tätigkeit als Rechtsanwalt. Gemeinsam mit seinem Bruder Ante Mandić eröffnete er in Triest ein Rechtsanwaltsbüro.
Gestützt auf die Ideen des tschechischen nationalen Sozialisten Václav Klofáč, der an der Schaffung einer seiner eigenen vergleichbaren südslawischen Organisation interessiert war, begann Mandić 1907 in Triest mit der Agitation vor allem unter den gebildeten Vorarbeitern und gründete die Nationale Arbeiterorganisation (slowen. Narodna delavska organizacija, kroat. Narodna radnička organizacija). In kurzer Zeit gelang es ihm, ungefähr 3000 Mitglieder für seine Organisation zu werben, vor allem im Küstengebiet und in Istrien, aber auch in der Steiermark und in Krain. Die Mitglieder waren vor allem Eisenbahner, die 1909 eine eigene Gewerkschaft gründeten.
Das politische Klima in Italien nach dem Ersten Weltkrieg veranlasste Mandić dazu, in die Schweiz zu gehen, wo er einige Jahre in Zürich und Bern lebte.  Von dort aus zog er nach Prag weiter, wo er für den Rest seines Lebens blieb. Er heiratete eine Tschechin und änderte seine Vornamen in Jozef. Mit seinem Streichquartett von 1927 begann er seine eigentliche Karriere als Komponist. Er komponierte drei Opern, vier Sinfonien, sinfonische Variationen, eine Orchestersuite, kammermusikalische Werke, eine kroatische Messe und eine Motette. Stilistisch ist er noch der Romantik zuzurechnen.
Seine Orchesterstücke wurden in den 1930er Jahren mit großem Erfolg aufgeführt, später schienen seine Werke jedoch lange verschollen zu sein. Vergessene und verloren geglaubte Werke von Josip Mandić hat der kroatische Musikologe Davor Merkaš in Prag und Wien gefunden.

## Werke
- Hrvatska misa (Kroatische Messe)
- Slaven i pjesma, Kantate, 1902
- Petar Svačić, Oper, 1903
- Čemulpo, Suite für Orchester, 1905
- Streichquartett (Gudački kvartet), 1927
- Mirjana, Oper
- Kapetan Niko, Oper
- Varijacije na Mozartovu temu
- Noćno lutanje
- Kvintet
- Nonet
- Mala suita